# Ditadura Militar Argentina
Ditadura Militar Argentina é a autodenominação da ditadura militar que se instaurou na Argentina, após o golpe de Estado de 28 de junho de 1966, que derrubou o presidente constitucional, o radical Arturo Umberto Illia, dando início a um período de sete anos de governo militar que terminaria com a volta do peronismo ao poder, em 1973. 
A intensidade dos conflitos políticos e sociais gerados durante a Ditadura Argentina teve como consequência a grande fuga de cérebros, ocorrida no final dos anos 1960, quando  intelectuais e cientistas renomados abandonaram o país, ao mesmo tempo em que disputas entre diversos setores militares produziam golpes internos ao próprio golpe. 
Ao longo do período, sucederam-se no poder três ditadores militares: Juan Carlos Onganía (1966-1970), Roberto Marcelo Levingston (1970-1971) e Alejandro Agustín Lanusse (1971-1973).
Acossada pela revolta  popular crescente e generalizada, com insurreições  (puebladas) explodindo nas cidades - destacando-se o Cordobazo, em Córdoba, e o Rosariazo, em Rosario - a ditadura afinal organizou  uma saída eleitoral, com a participação do peronismo (embora impedindo a candidatura de Juan Domingo Perón), em 1973, na qual saiu vencedor precisamente o candidato peronista, Héctor Cámpora, com 49,53 % dos votos; este, por sua vez renunciou para permitir novas eleições livres, as quais Perón venceu, com 62 % dos votos.

## Características

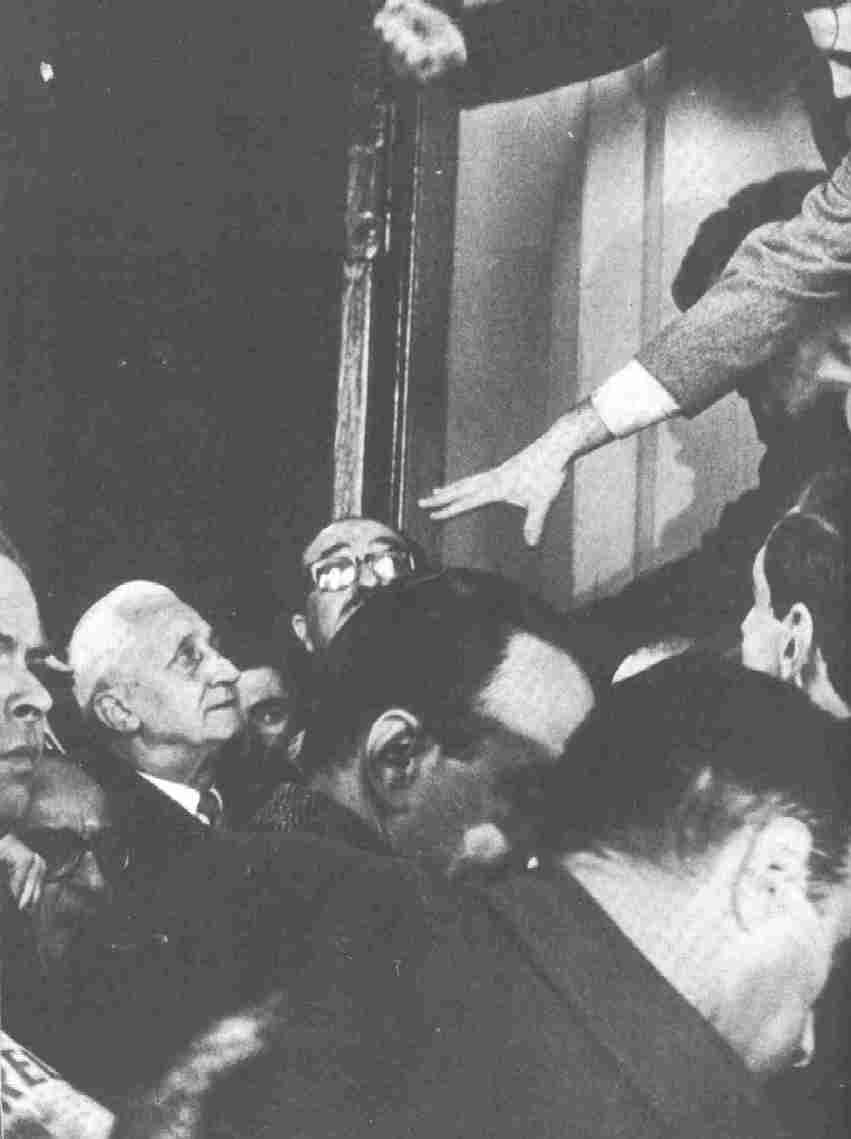
O presidente Arturo Illia abandona a Casa Rosada, após o golpe.

Durante esse período, o país foi regido pelo "Estatuto da Revolução Argentina", alçado ao nível da Constituição Nacional. 
A Revolução Argentina não se apresentou como "provisória" mas como um novo sistema ditatorial de tipo permanente e que corresponderia ao conceito de Estado burocrático-autoritário, elaborado posteriormente por  Guillermo O'Donnell,  a partir de suas análises sobre as ditaduras militares instaladas no Brasil (1964), Argentina (1966 e 1976), Chile (1973) e Uruguai (1973).    As expectativas, por parte dos militares golpistas, de que exerceriam o poder por muito tempo refletiam-se em uma de suas mais repetidas palavras de ordem: "A Revolução Argentina tem objetivos, mas não prazos".
Os partidos políticos foram proibidos, assim como todo tipo de participação política dos cidadãos. Vigorou de forma quase permanente o estado de sítio, com suspensão de  direitos civis, sociais e políticos.

## Períodos de governo

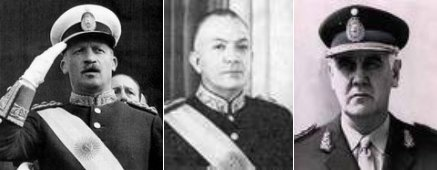
Generais Juan Carlos Onganía, Marcelo Levingston e Alejandro Lanusse, os três ditadores sucessivos da Ditadura Argentina.

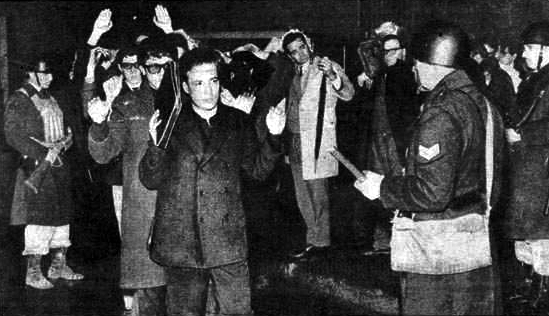
A Noite dos Cassetetes, em 29 de julho de 1966, quando cinco faculdades da Universidade de Buenos Aires foram invadidas pela polícia.

Três gestões dividiram esse período. A primeira ficou conhecida como Onganiato, sendo presidida pelo general Juan Carlos Onganía, cabeça do golpe e representante da velha facção azul do Exército Argentino. Onganía governou de junho de 1966 a junho de 1970, quando teve que entregar o poder debilitado por protestos, como o Cordobazo.

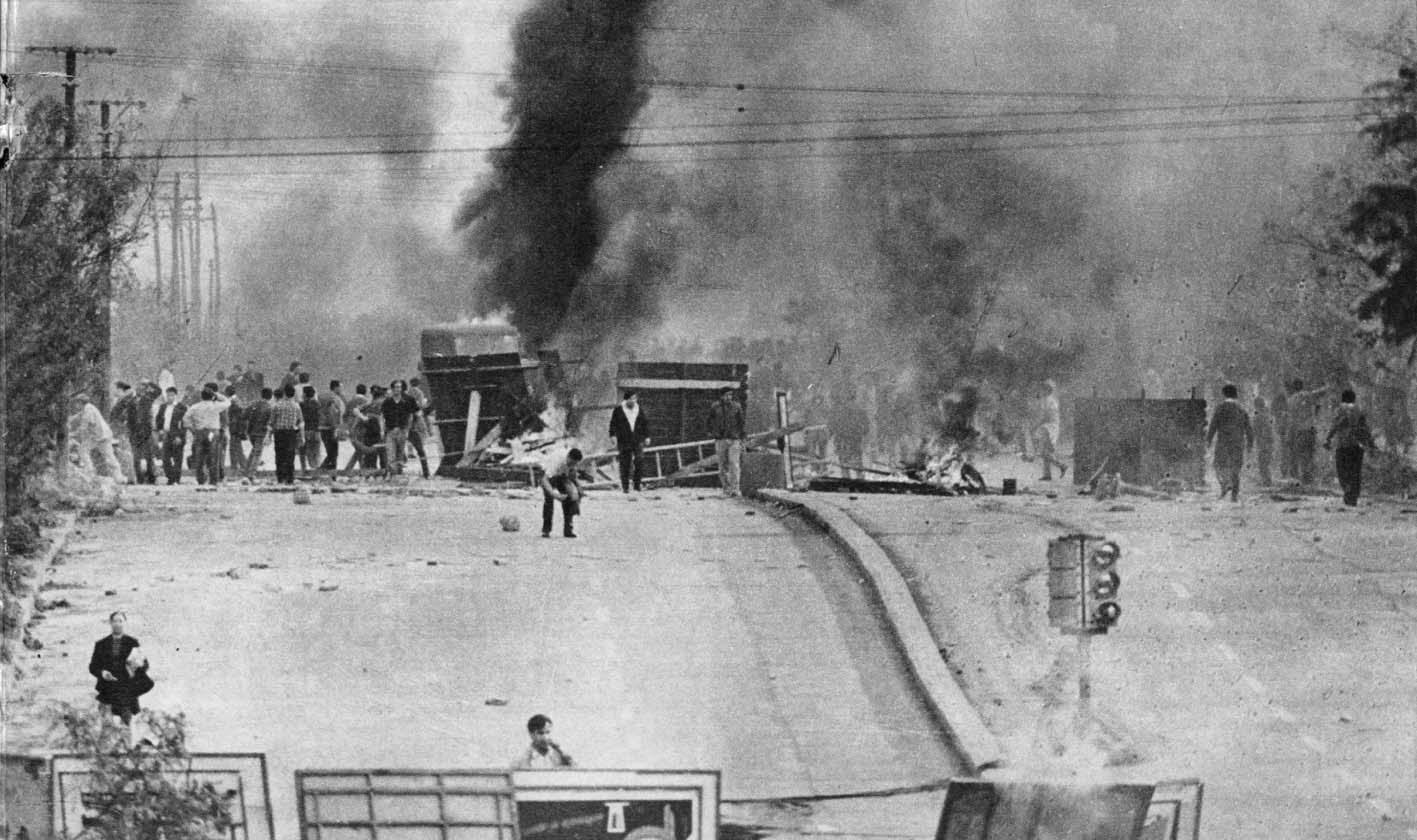
Junho de 1969: o Cordobazo explode em Córdoba, sendo violentamente reprimida pelo governo.

Durante sua gestão foi adotada uma grande quantidade de medidas econômicas de corte liberal, que visavam facilitar o ingresso de grandes monopólios internacionais na Argentina, ao mesmo tempo em que eram suprimidos importantes direitos de associação e reprimidas as greves e atividades sindicais.
Do mesmo modo, o Onganiato foi caracterizado por uma marcada intolerância e desprezo para com as então prestigiadas universidades argentinas, consideradas pelo governo como berços da subversão e do comunismo, chegando ao ponto de reprimir brutalmente as atividades de centros estudantis. Uma das ações mais paradigmáticas deste regime autoritário ficou conhecida como a Noite dos Cassetetes, ocorrida em 29 de julho de 1966, operação na qual forças policiais irromperam nas universidades, desalojando a cacetadas e golpes tanto professores como alunos; o que fez com que numerosos docentes, intelectuais e investigadores das universidades nacionais se exilassem, prejudicando seriamente a comunidade científica, cultural e universitária. A destruição alcançou até mesmo laboratórios e bibliotecas.
Em junho de 1970, o presidente militar Onganía foi substituído pela Junta de Comandantes em Chefe das três forças armadas, designando para seu lugar o general Roberto Marcelo Levingston, um desconhecido militar da inteligência que então desempenhava ignóbeis funções nos Estados Unidos, e que governou até março de 1971. Sem poder controlar a rarefeita situação política, social e econômica do país, Levingston foi, por sua vez, substituído pelo próprio Comandante em Chefe do Exército e homem forte da Ditadura Argentina, o general Alejandro Agustín Lanusse.
Lanusse governou de março de 1971 a maio de 1973. À semelhança de seus predecessores, seu período de governo foi visto com grande antipatia e repúdio por parte da população. Sua gestão se caracterizou por um grande investimento em importantes obras de infraestrutura nacional (estradas, pontes, represas etc.).
Em 1972, ocorreram chacinas, como o Massacre de Trelew, e aumentaram as ações do Exército Revolucionário do Povo. Frente à crescente pressão, tanto dos simpatizantes peronistas quanto do próprio Perón em seu exílio em Madri, Lanusse preparou o terreno para a volta de um governo civil e tentou criar um tipo de "peronismo sem Perón" em seu frustrado projeto político, o qual batizou de "Grande Acordo Nacional" (GAN).
Em 1973, convocou eleições gerais devido a exigências dos partidos políticos postos na ilegalidade, os quais, em oposição ao GAN, haviam produzido por sua vez o documento A Hora do Povo. Lanusse suspendeu a proibição ao Partido Justicialista, mas manteve sobre Juan Domingo Perón. Ao elevar a quantidade de anos de residência necessários para ser presidente, argumentou que Perón não cumpria esse requisito, por ter estado exilado 18 anos na Espanha. Nas eleições, saiu vencedor Héctor José Cámpora pelo FreJuLi (Frente Justicialista de Liberación), nome que, naquela ocasião, fora usado pelo Partido Justicialista, que se juntara a outros partidos menores e aliados políticos ocasionais, sempre sob a tutela do próprio Perón. O slogan mais eloquente e relembrado do FreJuLi era "Cámpora no Governo, Perón no poder".